# 1083
1083 (MLXXXIII) je bilo navadno leto, ki se je po julijanskem koledarju začelo na nedeljo.

## Dogodki

### Investiturni boj
- Bizantinski cesar Aleksej I. Komnen obsežno financira rimskonemškega cesarja Henrika IV. v investiturnem boju proti papežu Gregorju VII. in njegovim zaveznikom Normanom pod vodstvom vojvode Roberta Guiscarda, proti katerim je bizantinsko cesarstvo zadnja leta utrpelo hude poraze.↓
- → Normanski vojvoda Robert Guiscard, ki se je bil zaradi upora svojih plemiških vazalov prisiljen vrniti v južno Italijo, zatre upor in popolnoma uniči središče upora mesto Kane (it. Canne), kjer poruši vse stavbe razen katedrale in nadškofove rezidence. Voditelj upora Godfrej, grof Conversana se pomiri z Robertom.
- januar - Cesar Henrik IV. nadaljuje z obleganjem Rima,↓
- junija → pade Leonovo obzidje, ki obdaja del Rima na zahodni Tibere okoli Vatikanskega griča. Papež Gregor VII. se umakne v trdnjavo Angelski grad, od koder pokliče na pomoč Normane. Rimljani pritiskajo na papeža naj s sklicem sinode sklene kompromis in okrona Henrika za cesarja, kar papež ostro zavrne. Na sinodi so prisotni zgolj cesarjevi podporniki. Pod pritiskom obleganja Rimljani zapuščajo papežev politični tabor in prehajajo v cesarjevega.
- 20. avgusta - si je Papež Gregor VII. kljub vsem nevšečnostim okoli obleganja našel čas za kanonizacijo madžarskega kralja Štefana I. za svetnika. 1084 ↔

### Ostalo
- Črnogorsko kraljestvo Duklja pod vodstvom kralja Mihajla Vojislavljevića osvoji velik del današnje Bosne.
- Rekonkvista: aragonski kralj Sančo I. zavzame mesto Graus, najbolj severno izpostavo taife Zaragoza in muslimanov na Iberskem polotoku nasploh.
  - Kastiljski kralj Alfonz VI. odvzame muslimanski taifi Toledo mesto Talavera de la Reina. Mesto postane pomembno trgovsko središče srednjeveške Španije.
  - Istega leta Alfonz opleni Madrid, ki je prav tako spadal pod taifo Toledo.
- Bitka pri Larisi: bizantinski cesar Aleksej I. Komnen porazi Italonormane, ki so se pripravljali na obleganje mesta Larisa v Tesaliji. Rogerjev sin  Bohemod je podcenil bizantinsko hitrost financiranja nove vojaške odprave, tokrat s pomočjo seldžuških najemnikov. Poleg tega je normanske veze z Italijo in dotok novih sil ovirala beneška mornarica. Normani so primorani zapustiti osvojena območja in se vrniti nazaj v južno Italijo.

## Rojstva
- 1. december - Ana Komnena, bizantinska princesa in zgodovinarka († okoli 1154)
- Ali ibn Jusuf, almoravidski sultan († 1143)
- Karel I., flandrijski grof († 1127)
- Raymond du Puy, veliki mojster meniškega reda hospitalcev († 1160)
- Vilijem II. Neverški, grof Neversa, križar prve generacije († 1148)
- Vjačeslav I., kijevski veliki knez († 1154)

## Smrti
- 11. januar - Oton Nordheimski, bavarski vojvoda (* 1020)
- 2. september - Mundžong, 11. korejski kralj dinastije Gorjeo (* 1019)
- 2. november - Matilda Flandrijska, angleška kraljica, soproga Vilijema I. (* 1031)
- 5. december - Sundžong, 12. korejski kralj dinastije Gorjeo (* 1047)
- Gaunilo iz Marmoutiersa, francoski benediktinski menih in filozof
- Zeng Gong, kitajski zgodovinar (* 1019)